# .ir
.ir je vrhovna internetska domena (country code top-level domain - ccTLD) za Iran. Domenom upravlja Institut za fizička i matematička istraživanja.

## Vanjske poveznice
- IANA .ir whois informacija  Arhivirana inačica izvorne stranice od 27. travnja 2006. (Wayback Machine)